# Syncopy Films
Syncopy Films (ou simplement Syncopy) est une société de production anglaise fondée et gérée par le réalisateur, producteur et scénariste britannique Christopher Nolan et son épouse et productrice Emma Thomas,. Tous les films de Nolan sont liés à Syncopy, excepté Memento et Insomnia. 
Le nom de Syncopy Films est un dérivé de "syncope" qui décrit une perte de conscience, un thème particulièrement utilisé par le réalisateur notamment dans Memento. Le logo n'est seulement apparu qu'à partir de 2008.

## Films
| Année                              | Titre Français                           | Titre Original                     | Réalisateur       | Compagnie(s) de co-production(s)                                          | Distributeur(s)                 | Box office Mondial | Réf.   | Rotten Tomatoes | Metacritic |
| ---------------------------------- | ---------------------------------------- | ---------------------------------- | ----------------- | ------------------------------------------------------------------------- | ------------------------------- | ------------------ | ------ | --------------- | ---------- |
| 1998                               | Following, le suiveur                    | Following                          | Christopher Nolan | Next Wave Films                                                           | Zeitgeist Films (en)            | 48 482 $           | [ 6 ]  | 79%             | 60         |
| 2005                               | Batman Begins                            | Batman Begins                      | Christopher Nolan | Legendary Pictures DC Comics                                              | Warner Bros.                    | 374 218 673 $      | [ 9 ]  | 85%             | 70         |
| 2006                               | Le Prestige                              | The Prestige                       | Christopher Nolan | Touchstone Pictures Newmarket Films                                       | Buena Vista Warner Bros.        | 109 676 311 $      | [ 12 ] | 75%             | 66         |
| 2008                               | The Dark Knight : Le Chevalier noir      | The Dark Knight                    | Christopher Nolan | Legendary Pictures DC Comics                                              | Warner Bros.                    | 1 004 558 444 $    | [ 15 ] | 94%             | 82         |
| 2010                               | Inception                                | Inception                          | Christopher Nolan | Legendary Pictures                                                        | Warner Bros.                    | 825 532 764 $      | [ 18 ] | 86%             | 74         |
| 2012                               | The Dark Knight Rises                    | The Dark Knight Rises              | Christopher Nolan | Legendary Pictures DC Comics                                              | Warner Bros.                    | 1 081 041 287 $    | [ 21 ] | 88%             | 78         |
| 2013                               | Man of Steel                             | Man of Steel                       | Zack Snyder       | Legendary Pictures DC Comics Cruel and Unusual Films                      | Warner Bros.                    | 668 045 518 $      | [ 24 ] | 56%             | 55         |
| 2014                               | Interstellar                             | Interstellar                       | Christopher Nolan | Warner Bros. Paramount Pictures Legendary Pictures Lynda Obst Productions | Warner Bros. Paramount Pictures | 675 608 774 $      | [ 27 ] | 73%             | 74         |
| 2016                               | Batman v Superman : L'Aube de la Justice | Batman v Superman: Dawn of Justice | Zack Snyder       | Warner Bros. DC Entertainment Dune Entertainment                          | Warner Bros.                    | 873 260 194 $      | [ 30 ] | 27%             | 44         |
| 2017                               | Dunkerque                                | Dunkirk                            | Christopher Nolan | Warner Bros. RatPac-Dune Entertainment StudioCanal                        | Warner Bros.                    | 526 940 665 $      | [ 33 ] | 92%             | 94         |
| 2020                               | Tenet                                    | Tenet                              | Christopher Nolan | Warner Bros.                                                              | Warner Bros.                    |                    |        |                 |            |
| 2023                               | Oppenheimer                              | Oppenheimer                        | Christopher Nolan | Atlas Entertainment                                                       | Universal Pictures              |                    |        |                 |            |
| Box office total : 5 976 983 387 $ |                                          |                                    |                   |                                                                           |                                 |                    |        |                 |            |